# Free the mind
Free the mind er en dansk dokumentarfilm fra 2012, der er instrueret af Phie Ambo.

## Handling
Filmen er fortællingen om, hvordan én mands vision vender tre personers skæbne - ikke blot med vidtrækkende perspektiver for dem, men også for menneskeheden i fremtiden. Professor Richard Davidson er en af verdens førende hjerneforskere. Han har sat sig for at undersøge, hvordan man fysisk kan ændre menneskets hjerne - kun ved tankens kraft. Steve og Rich er to af USA's tusindvis af krigsveteraner. Deres liv er vendt til smertelige mareridt: De er plaget af angst for at være sammen med andre mennesker, kan ikke sove uden medicin og lider af skyldfølelser over det de så og gjorde ved andre mennesker under krigen. Will på 5 år har ADHD og kraftige angstanfald. Hans forældre vil gerne forsøge andre metoder end traditionel medicinering. Kan Professor Richard Davidson gøre en forskel? Kan han redde dem ud af deres miserable tilværelse og hjælpe dem til et normalt liv? Filmen følger de tre forsøgspersoner på deres modige rejse ind i sig selv.